# Neumühle (Kasparmühle)
Neumühle, auch Kasparmühle genannt, ist ein Wohnplatz auf der Gemarkung des Ortsteils Unterwittighausen der Gemeinde Wittighausen im Main-Tauber-Kreis im fränkisch geprägten Nordosten Baden-Württembergs.

## Geographie

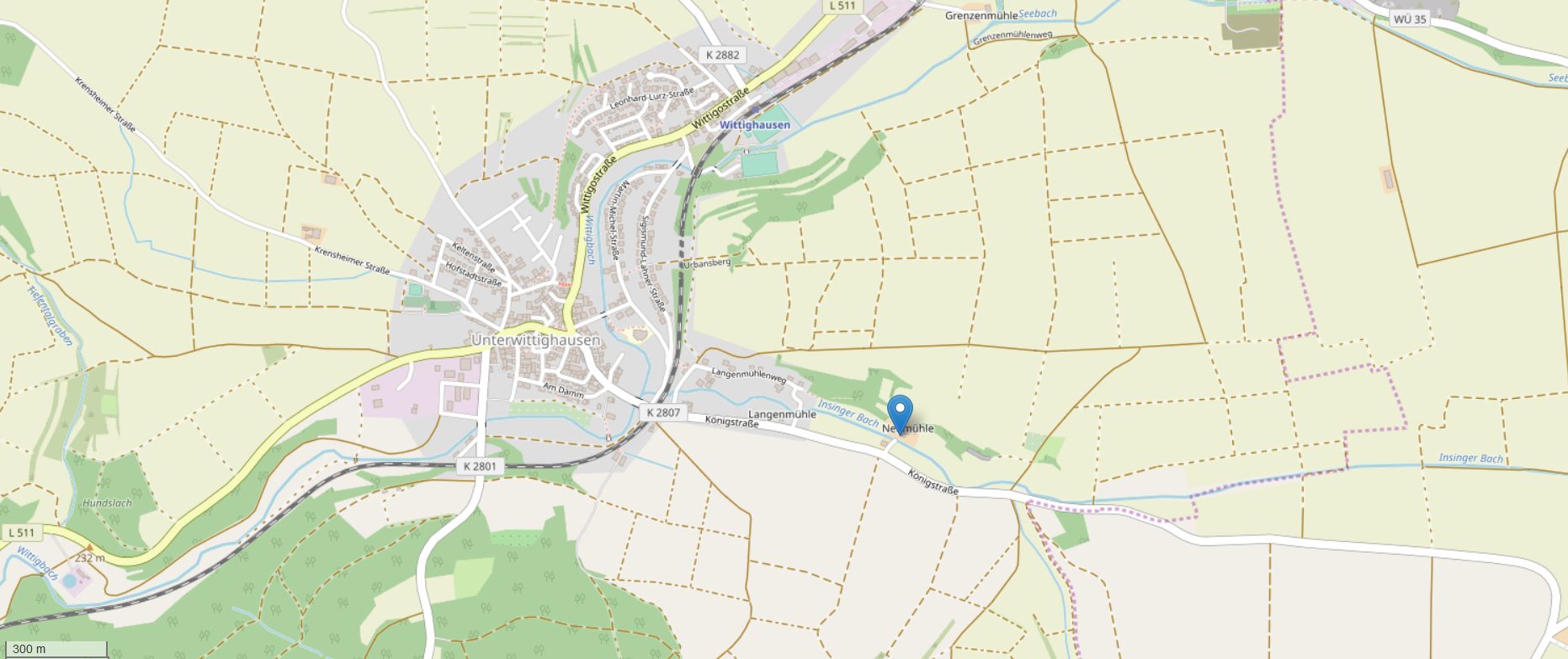
Lage der Neumühle (Kasparmühle)

Der Wohnplatz Neumühle liegt am östlichen Ortsrand des Wittighäuser Ortsteils Unterwittighausen. Der Insinger Bach führt an der Neumühle vorbei, passiert nach etwa 300 Metern im Westen die Langenmühle und mündet nach etwa 400 Meter weiteren Metern im Westen von links in den Wittigbach.

## Geschichte
Auf dem Messtischblatt Nr. 6325 „Wittighausen“ von 1881 war der Wohnplatz als Kasparmühle mit zwei Gebäuden sowie einer Kapelle verzeichnet. Der Wohnplatz Neumühle kam als Teil der ehemals selbständigen Gemeinde Unterwittighausen am 1. September 1971 zur neu gegründeten Gemeinde Wittighausen.

## Kulturdenkmale
Am Wohnplatz befindet sich die Neumühlenkapelle. Grund für den Bau war ein Gelübde, als ein Sohn der Neumühlenfamilie gesund vom Ersten Weltkrieg zurückgekehrt war.

## Verkehr
Der Wohnplatz liegt an der K 2807 (im Unterwittighäuser Ortsbereich auch Königstraße genannt).